# Miguneni
Miguneni är en ort i Kenya.   Den ligger i länet Kwale, i den södra delen av landet, 400 km sydost om huvudstaden Nairobi. Miguneni ligger 148 meter över havet och antalet invånare är 18 235.
Terrängen runt Miguneni är huvudsakligen platt, men söderut är den kuperad. Terrängen runt Miguneni sluttar österut. Runt Miguneni är det ganska tätbefolkat, med 120 invånare per kvadratkilometer. Närmaste större samhälle är Miritini, 12,0 km öster om Miguneni. Omgivningarna runt Miguneni är en mosaik av jordbruksmark och naturlig växtlighet.